# Bruder Jesus. Der Nazarener in jüdischer Sicht
Bruder Jesus. Der Nazarener in jüdischer Sicht ist ein erstmals im Jahr 1967 herausgegebenes Werk des deutsch-israelischen Journalisten, Religionswissenschaftlers und Trägers des Bundesverdienstkreuzes Schalom Ben-Chorin. In dem Werk versucht der Autor in dreizehn Kapiteln eine Annäherung an die Person Jesus aus der Sicht des Judentums, kritisiert darin aber auch die Werke anderer Autoren über Jesus, darunter auch das Werk Die verborgenen Jahre Jesu des französischen Autors Robert Aron, dessen Inhalte seiner Meinung nach buchstäblich "aus dem Nichts" kreiert wurden.  In seinem Werk bemüht sich Ben-Chorin um die Darstellung beider Seiten der Jesusforschung, der christlichen einerseits und der jüdischen andererseits.